# Атипичный гемолитико-уремический синдром
Атипичный гемолитико-уремический синдром (аГУС) — редкое системное угрожающее жизни заболевание с неблагоприятным прогнозом. Основу аГУС, который поражает как детей, так и взрослых, составляет тромботическая микроангиопатия (TMA). При ТМА происходит образование тромбов в мелких кровеносных сосудах (сосуды микроциркуляторного русла) различных органов, что приводит к поражению последних, в результате внезапного или постепенного прогрессирования которого развивается полиорганная недостаточность. Причиной аГУС в большинстве случаев является хроническая (постоянная) неконтролируемая активация системы комплемента, части иммунной системы организма, действие которой в норме направлено на уничтожение возбудителей инфекций и удаление иммунных комплексов и отмерших клеток. Разрушительное действие системы комплемента на собственные ткани организма предотвращают особые белки, в норме регулирующие процессы активации комплемента. Однако при аГУС эта регуляция нарушается — главным образом вследствие мутаций в генах белков-регуляторов комплемента, что обусловливает нарушения их функций. Сбои в действии контролирующих механизмов приводят к чрезмерной активации системы комплемента, которая начинает атаковать собственные ткани организма. Быстрая диагностика и раннее начало адекватной терапии улучшают прогноз заболевания и снижают риск развития жизнеугрожающих осложнений ТМА, в том числе терминальной почечной недостаточности, инсульта или острого инфаркта миокарда.

## Классификация
аГУС — это одна из форм ГУС (гемолитико-уремического синдрома). В структуре ГУС у детей на долю аГУС приходится 5—10 % случаев, в то время как у взрослых большинство случаев ГУС представляют собой аГУС.В большинстве случаев ГУС у детей вызван инфицированием бактериями Escherichia coli, продуцирующими шига-подобный токсин. Индуцированная инфекцией форма болезни в современной классификации называется STEC-ГУС. Ранее она носила название Д+ГУС, то есть ГУС, связанный с диареей, в противоположность Д-ГУС, то есть не ассоциированому с диареей или атипичному (аГУС). Сегодня эту терминологию следует считать устаревшей, поскольку у 30 % пациентов с аГУС заболевание начинается с диареи.

## Эпидемиология
аГУС классифицируют на спорадический или семейный, его распространенность не зависит от расы, пола и географического положения. Как и у всех редких заболеваний, данные по заболеваемости аГУС ограничены. Европейский реестр, в котором зарегистрированы 167 пациентов детского возраста, приводит данные о 3,3 случаях на миллион детей и более низкой распространенности у взрослых. Недавно проведенное исследование 214 пациентов с аГУС выявило сходные данные по заболеваемости у детей (41,6 %) и взрослых (58,4 %). По данным сайта Orphanet (портал, посвященный редким заболеваниям и орфанным препаратам), распространенность аГУС составляет от 1 до 9 на миллион человек.

## Патогенез
Основным механизмом развития аГУС является хроническая неконтролируемая активация системы комплемента, приводящая к повреждению эндотелия сосудов, и, вследствие этого, повреждению органов. В норме система комплемента атакует и разрушает патогены, например бактерии, вирусы и изменённые клетки организма, и удаляет клеточные обломки. Существует 3 различных пути активации комплемента: классического, лектинового и альтернативного. В первых 2 путях активация комплемента происходит только в результате связывания с иммунными комплексами или особыми микроорганизмами, соответственно, а альтернативный путь активен постоянно, что приводит к непрерывному образованию мембраноатакующего комплекса (МАК), вызывающего лизис клеток. Чтобы избежать комплемент-опосредованного повреждения здоровых тканей и органов, организму важно жестко регулировать систему комплемента, что осуществляется с помощью белков регуляции комплемента. Генетические изменения белков регуляции комплемента (таких, как CFH, CFB, CFI, MCP и тромбомодулин) вследствие мутаций в генах, кодирующих синтез этих белков, нарушают хрупкое равновесие альтернативного пути активации комплемента при аГУС. Возникающая в результате постоянная неконтролируемая активация комплемента приводит к непрерывному повреждению клеток эндотелия (клетки, выстилающие внутреннюю поверхность кровеносных сосудов), что сопровождается постоянной активацией тромбоцитов и белых кровяных телец, индуцируя процессы микротромбообразования и воспаления в сосудистом русле жизненно важных органов и, следовательно, их ишемию, приводящую к необратимому поражению, полиорганной недостаточности и даже смерти.

## Клиническая картина
аГУС часто начинается с неспецифических симптомов: недомогания и утомляемости. У подавляющего большинства пациентов наблюдается поражение почек, включая терминальную почечную недостаточность (ТПН). При этом, наряду с повышением креатинина крови, снижением расчетной скорости клубочковой фильтрации (рСКФ), могут отмечаться и другие симптомы: снижение диуреза, отёки, тяжелая или злокачественная артериальная гипертензия, протеинурия.
Кроме почек, также могут страдать другие системы организма:
- У трети пациентов развивается внепочечный тромбоз.[28]
- Неврологические нарушения: около половины пациентов имеют признаки поражения головного мозга:[29] спутанность сознания[30], инсульта[29][30], судороги[29][30], кому[29][31] и энцефалопатию[5]
- Поражение сердечно-сосудистой системы: у 43 % пациентов с аГУС отмечаются признаки поражения сердца и сосудов, включая кардиомиопатию с развитием сердечной недостаточности[25][32]; инфаркт миокарда[11][32], высокое артериальное давление (артериальная гипертензия[1][25][32] и диффузную васкулопатию[6].
- Поражение желудочно-кишечного тракта: у 37 % пациентов имеются симптомы со стороны ЖКТ:[3] боль в животе,[10] рвота[33] или диарея.[13] В наиболее тяжёлых случаях отмечаются признаки панкреатита,[33] гастроэнтерита,[5] колита[10], некроза печени[5]
- Осложнения со стороны зрения: поражение сосудов глаза.[34]
- Поражения кожи :[35] изъязвления, петехиальная сыпь.[36]
- Легочные осложнения[11]

Триггерами аГУС могут быть различные состояния, которые сопровождаются дополнительной активацией системы комплемента и, следовательно, высоким риском развития ТМА.
- Диарея / гастроэнтерит
- Инфекции верхних дыхательных путей
- Беременность и роды
- Злокачественная артериальная гипертензия
- Трансплантация почки и костного мозга
- Гломерулопатия
- Системные заболевания, например, системная красная волчанка (СКВ) и склеродермия
- Злокачественные новообразования

## Прогноз
В отдаленной перспективе прогноз при аГУС неблагоприятный. До 79 % пациентов с аГУС умирают или получают необратимое повреждение почек (развитие терминальной почечной недостаточности) в течение 3 лет от начала заболевания при применении только поддерживающей терапии.
Трансплантация почки при ТПН пациентам с аГУС ранее проводилась редко из-за высокой частоты отторжения трансплантата, достигающей 90 % при некоторых видах мутаций. Возможно также развитие аГУС в трансплантате de novo. В связи с этим большинство пациентов с аГУС, достигших ТПН, получают лечение диализом, что сопряжено с ухудшением прогноза. Предпринимаются попытки комбинированной трансплантации печени и почки при аГУС, хотя эта сложная процедура сопровождается высоким уровнем смертности (1 из 2 случаев).

## Диагностика
аГУС манифестирует клиническими признаками ТМА (тромбоцитопения, микроангиопатический гемолиз и симптомы нарушения функции органов, в первую очередь, острое почечное повреждение). Поскольку аГУС — не единственное заболевание, вызывающее системную ТМА, исключительно важно провести дифференциальную диагностику. К другим основным причинам ТМА относятся тромботическая тромбоцитопеническая пурпура (ТТП) и гемолитико-уремический синдром, вызванный Escherichia coli, продуцирующей шига-токсин (STEC-ГУС).
После подтверждения TMA с помощью диагностических тестов, выявляющих тромбоцитопению, микроангиопатический гемолиз и показатели нарушения функции органов, чрезвычайно важно провести дифференциальную диагностику с целью выявления основного заболевания. Анализ на активность ADAMTS-13 может разграничить ТТП и аГУС, а анализ на шига-токсин может выявить STEC-ГУС:
- Активность ADAMTS-13, равная 5 % или менее, подтверждает диагноз ТТП.
- Положительный анализ на шига-токсин в крови или кале подтверждает диагноз STEC-ГУС.
- Активность ADAMTS-13 более 5 % и отсутствие шига-токсина в анализе кала повышает вероятность подтверждения диагноза аГУС.

При отсутствии результатов анализа на ADAMTS-13 уровень креатинина сыворотки (SCr) и количество тромбоцитов у пациентов с TMA могут служить предиктором активности ADAMTS-13. Уровень креатинина сыворотки выше 150—200 мкмоль/л (более 1,7—2,3 мг/дл) или количество тромбоцитов выше 30 тыс. шт./мм³ практически исключает диагноз тяжёлой недостаточности ADAMTS-13 и, следовательно, ТТП.
Хотя аГУС — это генетическое заболевание, у 30—50 % пациентов генетическую мутацию выявить не удаётся. Поэтому генетический анализ представляется ненадёжным методом диагностики заболевания. Не каждая известная генетическая мутация имеет прогностическое значение. Последнее соображение, в сочетании с ограниченной доступностью генетического анализа из-за его высокой стоимости и длительного ожидания результатов, позволяет заключить, что для первоначальной диагностики и выбора тактики лечения аГУС генетический анализ не является необходимым.

## Лечение

### Плазмообмен / инфузии плазмы (ПО/ИП)
Хотя ПО/ИП широко применяется, не существует статистически достоверных контролируемых исследований безопасности и эффективности этого метода при аГУС. У некоторых пациентов отмечалось улучшение гематологических показателей, у других нарушения регуляции комплемента и ТМА сохранялись, несмотря на плазмозамещающую терапию. Это может объясняться тем, что ПО/ИП недостаточно для удаления мутантных факторов комплемента или восполнения недостающих факторов, что приводит к неполному клиническому ответу.
Американское общество афереза присвоило рекомендации по применению плазмозамещающей терапии при лечении аГУС категорию доказательности 2C/слабая в связи с «низким» и «очень низким» качеством доказательств в пользу её применения.

### Постоянный диализ
Пациентам с аГУС при развитии ТПН, как правило, начинается диализная терапия, при которой 5-летняя выживаемость составляет 50 %. Поскольку у пациентов с аГУС на диализе сохраняется системная и неконтролируемая активация комплемента, активность комплемента у них выше, чем у диализных пациентов, получающих этот вид лечения в связи с другими заболеваниями. В связи с этим у пациентов с аГУС, находящихся на диализе, сохраняется риск внепочечной ТМА.

### Трансплантация
Хотя больным аГУС выполняется трансплантация почки, она не влияет на неконтролируемую активацию комплемента, которая приводит к прогрессирующей системной ТМА. В зависимости от генетической мутации до 90 % пациентов с аГУС переносят рецидив заболевания после трансплантации почки. Продолжающаяся после пересадки почки неконтролируемая активация комплемента приводит к отторжению трансплантата, которое у большинства пациентов не удается предотвратить с помощью плазмозамещающей терапии. Комбинированная трансплантация печени и почки возможна только у очень малого числа пациентов из-за ограниченного количества донорских органов. Кроме того, воспаление и ТМА развиваются в других органах, обусловливая высокий риск неблагоприятного исхода, который многим врачам и пациентам представляется чрезмерным.

### Экулизумаб
Экулизумаб — это гуманизированное моноклональное антитело, которое связывает C5 компонент комплемента, отвечающий за активацию мембраноатакующего комплекса (МАК), и таким образом подавляет неконтролируемую активность терминального комплекса комплемента. В России, как и в Европе, на сегодняшний день «Экулизумаб» является единственным ингибитором активности комплемента, одобренным для лечения аГУС у детей и взрослых.